# Roccafluvione
Roccafluvione – miejscowość i gmina we Włoszech, w regionie Marche, w prowincji Ascoli Piceno.
Według danych na styczeń 2009 gminę zamieszkiwało 2140 osób przy gęstości zaludnienia 35,2 os./1 km².